# ولادیمیر کوزنتسوف (ورزشکار)
ولادیمیر کوزنتسوف (روسی: Владимир Владимирович Кузнецов؛ زادهٔ ۳۰ ژوئن ۱۹۳۷) بازیکن واترپلو اهل اتحاد جماهیر شوروی سوسیالیستی است.